# Fiebre hemorrágica viral
Las fiebres hemorrágicas virales  (FHV) son un grupo de enfermedades que son causadas por varias familias de virus como Arenaviridae, Filoviridae, Flaviviridae, Nairoviridae y Hantaviridae.
Algunos de los agentes FHV causan enfermedades relativamente leves, como la nefropatía epidémica escandinava, mientras que otros, como en los países de África el virus del ébola, pueden causar una enfermedad grave y potencialmente mortal.
Estas enfermedades incluyen, entre otras, la fiebre de Lassa, la fiebre hemorrágica Marburg, el ébola, la fiebre hemorrágica argentina, la fiebre hemorrágica boliviana, la fiebre hemorrágica brasileña, la fiebre hemorrágica coreana, la fiebre hemorrágica de Crimea-Congo, el dengue hemorrágico, la enfermedad de Kyasanur y la fiebre hemorrágica de Omsk.

## Potencial de guerra biológica
Los virus FHV se propagan de muchas maneras. Algunos se transmiten a humanos a través de las vías respiratorias. 
Aunque no hay evidencia histórica de “armamentización” y no se ha constatado el desarrollo de un arma biológica basada en estos virus, todos son considerados por los planificadores militares médicos que tienen potencial como arma mediante su diseminación por aerosol.

## Epidemiología
Sitios donde se han declarado epidemias de fiebres hemorrágicas virales:[cita requerida]
- 430 a. C.: una fiebre hemorrágica viral es una posible causa de la Plaga de Atenas durante la guerra del Peloponeso.[5]

- 541: una FHV es una teoría alternativa de la causa de la peste negra y la plaga de Justiniano[6]

- En 1545 Cocoliztli en México.[7][8][9][10][11]

- La gran epidemia de fiebre amarilla de 1793 en Filadelfia. El 10% de la población de 50.000 sucumbió a la enfermedad.

- 1943; en O'Higgins, Chacabuco, provincia de Buenos Aires, foco del brote de fiebre hemorrágica argentina.

- Mékambo en Gabón sitio de varios brotes de Ebola virus.

- En villas de Durba y Watsa en la Provincia Oriental de la República Democrática del Congo fue el epicentro de las epidemia de 1998–2000 de Marburg virus.

- En la Provincia de Uíge en Angola tuvo lugar el brote de la enfermedad de virus de Marburgo en 2005, el más grande hasta la fecha de esta enfermedad.[12]

- En 2007: Un brote de FHV en la villa de Mweka (RDC) comenzado en agosto, matando a 103 hab. (100 adultos y tres niños) demostrando ser causada (al menos parcialmente) por el Ébola.

- En 2008: Un brote de Virus Lujo entre septiembre–octubre, mató 5 pacientes.[13]

- La epidemia de ébola de 2014-2016 registrada como el mayor brote de virus del Ébola en la historia.[14]